# Bagan Dalam
Bagan Dalam is een bestuurslaag in het regentschap Batu Bara van de provincie Noord-Sumatra, Indonesië. Bagan Dalam telt 9098 inwoners (volkstelling 2010).